# Abdullah ibn Nasser ibn Chalifa Al Thani

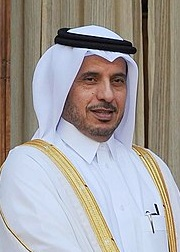
Abdullah ibn Nāsir ibn Chalīfa Āl Thānī (2016)

Scheich Abdullah bin Nasser bin Chalifa Al Thani (arabisch عبد الله بن ناصر بن خليفة آل ثاني, DMG ʿAbd Allāh b. Nāṣir b. Ḫalīfa Āl Ṯānī; * 1963) ist ein katarischer Politiker. Von 2005 bis 2013 war er Staatsminister im Innenministerium Katar, anschließend als Nachfolger von Hamad ibn Dschasim ibn Dschabir Al Thani vom 26. Juni 2013 bis zum 28. Januar 2020 Premierminister und Innenminister von Katar.

## Leben
Sein Vater ist Nasser bin Chalifa Al Thani. Er studierte am Durham Military College in England (Bachelor-Abschluss 1984) und an der Arabischen Universität Beirut im Libanon (Bachelor-Abschluss 1995). Er ist verheiratet und hat sechs Kinder.
Die Regierung von Abdullah bin Nasser bin Chalifa Al Thani geriet im Zuge der geplanten Fußball-Weltmeisterschaft 2022 aufgrund des Kafala-Systems in Katar in die internationale Kritik. Eine katarische Zeitung berichtete im September 2015 unter Berufung auf einen Experten, dass selbst nach der Absegnung des Reformgesetzes durch den Ministerrat und die Aufnahme in Katars Gesetzbuch durch die Zustimmung von Staatsoberhaupt Scheich Tamim bin Hamad Al Thani noch gut ein Jahr bis zum Inkrafttreten der neuen Vorgaben vergehen dürfte.

## Preise und Auszeichnungen (Auswahl)
- 2009: Ehrenlegion von Frankreich